# 1048
Початок Високого Середньовіччя  •  Епоха вікінгів  •  Золота доба ісламу  •  Реконкіста  •  Київська Русь

## Геополітична ситуація
Візантію очолює Костянтин IX Мономах. Генріх III править Священною Римською імперією, а Генріх I є королем Західного Франкського королівства.
Апеннінський півострів розділений між численними державами: північ належить Священній Римській імперії, середню частину займає Папська область, на південь від Римської області лежать невеликі незалежні герцогства, південна частина півострова належить частково Візантії, а частково окупована норманами. Південь Піренейського півострова займають численні емірати, що утворилися після розпаду Кордовського халіфату. Північну частину півострова займають християнські Кастилія, Леон (Астурія, Галісія), Наварра, Арагон та Барселона. Едвард Сповідник править Англією, Гаральд III Суворий став королем Норвегії, а Свейн II Данський — Данії.
У Київській Русі княжить Ярослав Мудрий. Королем Польщі є Казимир I Відновитель. У Хорватії править Степан I. На чолі королівства Угорщина стоїть Андраш I.
Аббасидський халіфат очолює аль-Каїм, в Єгипті владу утримують Фатіміди, в Магрибі — Зіріди, почалося піднесення Альморавідів, в Середній Азії правлять Караханіди, Хорасан окупували сельджуки, а Газневіди захопили частину Індії. У Китаї продовжується правління династії Сун. Значними державами Індії є Пала, Чола. В Японії триває період Хей'ан.

## Події
- Посольство французького короля Генріха І Капета до Ярослава Мудрого. Шлюб князевої доньки Анни з французьким королем.
- 17 липня імператор Священної Римської імперії Генріх III вигнав із Риму папу Бенедикта IX і замінив його Дамасієм II.
- Вікінги вчинили останній в історії рейд на Англію з території Фландрії. У відповідь англійський король Едуард Сповідник пішов на Фландрію війною, блокувавши Ла-Манш своїми кораблями.
- Спроба Візантії відвоювати в арабів Мальту завершилася невдачею.
- Об'єднані візантійські та грузинські війська зазнали поразки від турків-сельджуків у битві під Капетроном.

## Народилися
Див. також: Категорія:Народились 1048
- 18 травня Омар Хаям, таджицький і перський поет, математик, філософ.

## Померли
Див. також: Категорія:Померли 1048
- Аль-Біруні
- Гумберт I (граф Савойї)